# Distretto di Pedro Vilca Apaza
Il distretto di Pedro Vilca Apaza è uno dei cinque distretti della provincia di San Antonio de Putina, in Perù. Si trova nella regione di Puno e si estende su una superficie di 565,81 chilometri quadrati.

Istituito il 17 marzo 1962, ha per capitale la città di Ayrampuni; al censimento 2007 contava 2.523 abitanti.